# تشامبلاين (نيويورك)
تشامبلاين (بالإنجليزية: Champlain, New York)‏ هي بلدة أمريكية تقع في الولايات المتحدة في مقاطعة كلينتون، نيويورك. يقدر عدد سكانها بـ 5,754 نسمة ومساحتها 152.4 كم2 وترتفع عن سطح البحر 46.33 متر.

## أعلام
- صامويل كورتيس
- ماري أوغوستا ديكس غراي
- ويليام دوين